# Rossijskaja futbolnaja Priemjer-Liga
Rosyjska Piłkarska Priemjer-Liga (ros. Российская футбольная Премьер-Лига - РФПЛ, Rossijskaja futbolnaja Priemjer-Liga) (znana również jako RFPL) jest związkiem profesjonalnych piłkarskich klubów Rosji, założony w roku 2001 w celu organizacji mistrzostw Rosji w piłce nożnej w Priemjer-Lidze.
PFL organizuje rozgrywki na pierwszym szczeblu profesjonalnych rozgrywek piłkarskich w Rosji:
- Priemjer-Liga (16 drużyn).

Wcześniej, w latach 1992-2001 rozgrywki w Pierwszej Lidze organizowała Professionalnaja futbolnaja liga (PFL).
Rosyjska Piłkarska Priemjer-Liga została założona 27 sierpnia 2001 roku i od 2002 organizuje turniej na najwyższym szczeblu rozgrywek piłkarskich. FNL jest od 2007 roku członkiem stowarzyszonym EPFL.
RFPL łączy 16 profesjonalnych piłkarskich klubów.